# Treća Liga 1990-1991
La Treća savezna liga SFRJ 1990-1991 (terza lega federale 1990-1991), conosciuta anche come Treća liga 1990-1991 od anche 3. liga 1990-1991, fu la 45ª edizione della terza divisione jugoslava.
Questa fu la terza edizione con la formula delle 4 Međurepubličke lige (Leghe inter-repubblicane), che rimpiazzarono le 8 leghe repubblicane.
Sarebbero dovute essere promosse in Druga Liga 1991-1992 le vincitrici dei 4 gironi, ma gli eventi della storia stravolsero i verdetti del campionato. Questa fu l'ultima edizione con squadre slovene e croate.

## Format
| Girone | Denominazione             | Area interessata                                                                                  |
| ------ | ------------------------- | ------------------------------------------------------------------------------------------------- |
| Ovest  | Međurepublička liga Zapad | Slovenia, Croazia (quest'ultima senza Dalmazia meridionale e Slavonia) e Bosnia nord-occidentale. |
| Nord   | Međurepublička liga Sever | Slavonia, Voivodina, Belgrado e Bosnia nord-orientale.                                            |
| Sud    | Međurepublička liga Jug   | Dalmazia meridionale, Bosnia centrale, Erzegovina e Montenegro.                                   |
| Est    | Međurepublička liga Istok | Serbia (eccetto Belgrado), Kosovo e Macedonia.                                                    |

## Provenienza
| Slovenia                  | Croazia | Bosnia Erzegovina | Serbia                                                                       | Serbia | Serbia                                                | Montenegro                                                     | Macedonia                                                                    |
| Slovenia                  | Croazia | Bosnia Erzegovina | Voivodina                                                                    | Serbia Centrale | Kosovo                                                | Montenegro                                                     | Macedonia                                                                    |
| ------------------------- | --- | --- | ---------------------------------------------------------------------------- | --- | ----------------------------------------------------- | -------------------------------------------------------------- | ---------------------------------------------------------------------------- |
| - Izola - Koper - Maribor | - Belišće - BSK Slavonski Brod - Jugokeramika Zaprešić - Junak Sinj - Metalac Osijek - Mladost Petrinja - Neretva Metković - Neretvanac Opuzen - Olimpija Osijek - Orijent - Primorac Stobreč - Radnik V. Gorica - Segesta - Slaven Gruda - RNK Spalato - Trešnjevka - Varteks Varaždin - Zara | - Borac Čapljina - Borac Travnik - Bosna Visoko - Čelik Zenica - Drina Zvornik - Famos Hrasnica - Jedinstvo Bihać - Jedinstvo Brčko - Krajina Cazin - Krivaja Zavidovići - OFK Prijedor - Radnički Goražde - Radnički Lukavac - Rudar Kakanj - Rudar Ljubija - Sloga Doboj - NK Vitez - ZSK Metalno Zenica | - AIK Bačka Topola - Bečej - Hajduk Kula - Kabel Novi Sad - Novi Sad - Vrbas | - BSK Batajnica - Dubočica Leskovac - FK FAP - Kolubara - Majdanpek - Mladost Lučani - Novi Pazar - Obilić - Radnički Kragujevac - Radnički Pirot - Rudar Kostolac - Sloga Kraljevo | - CZ Gnjilane - Liria - FK Trepča - Vlaznimi Đakovica | - Bokelj - Ivangrad - Jedinstvo Bijelo Polje - Lovćen - Mornar | - Balkan Skopje - Borec - Bregalnica Štip - Pobeda - Sileks Kratovo - Teteks |

## Avvenimenti
Da regolamento, avrebbero dovuto essere promosse le vincitrici dei quattro gironi e retrocesse 3 o 4 squadre per ciascun girone.
Ma il 25 giugno 1991 Slovenia e Croazia hanno dichiarato l'indipendenza dalla Jugoslavia, in seguito a ciò le squadre slovene e croate hanno abbandonato il sistema calcistico jugoslavo per aderire ai nuovi campionati nazionali.
Di conseguenza, visti anche i "buchi" createsi nelle categorie superiori, sono state promosse 9 squadre anziché 4, in pratica tutte quelle piazzatesi nei primi tre posti nei quattro gironi di terza divisione (che non fossero slovene o croate) e le retrocessioni sono state quasi del tutto eliminate.

## Girone Ovest

### Profili
| Squadra          | Città              | Stadio               | Stagione 1989-90 | Stagione 1989-90   |
| Squadra          | Città              | Stadio               | Pos.             | Divisione          |
| ---------------- | ------------------ | -------------------- | ---------------- | ------------------ |
| Rudar Ljubija    | Prijedor           | Gradski stadion      | 17º              | Druga liga         |
| Zara             | Zara               | Stadion Stanovi      | 2º               | Treća liga Ovest   |
| Mladost Petrinja | Petrinja           | Gradski stadion      | 3º               | Treća liga Ovest   |
| Jedinstvo Bihać  | Bihać              | Stadion pod Borićima | 4º               | Treća liga Ovest   |
| Varteks Varaždin | Varaždin           | Stadion Varteks      | 5º               | Treća liga Ovest   |
| Segesta          | Sisak              | Gradski stadion      | 6º               | Treća liga Ovest   |
| Radnik V. Gorica | Velika Gorica      | Stadion Radnik       | 7º               | Treća liga Ovest   |
| Primorac Stobreč | Stobrezio, Spalato | Igralište Blato      | 8º               | Treća liga Ovest   |
| OFK Prijedor     | Prijedor           | Gradski stadion      | 9º               | Treća liga Ovest   |
| Junak Sinj       | Signo              | Gradski stadion      | 10º              | Treća liga Ovest   |
| Maribor          | Maribor            | Stadion Ljudski vrt  | 11º              | Treća liga Ovest   |
| RNK Split        | Spalato            | Stadio Park Mladeži  | 12º              | Treća liga Ovest   |
| Jugokeramika     | Zaprešić           | Zaprešić stadion     | 13º              | Treća liga Ovest   |
| Koper            | Capodistria        | Stadio Bonifika      | 14º              | Treća liga Ovest   |
| Orijent          | Sussak, Fiume      | Stadion Krimeja      | 15º              | Treća liga Ovest   |
| Izola            | Isola d'Istria     | Mestni stadion Izola | 1º               | Slovenska liga     |
| Trešnjevka       | Zagabria           | Igralište Graba      | 1º               | Hrvatska liga Nord |
| Krajina Cazin    | Cazin              | Gradski stadion      | 1º               | Liga BiH Ovest     |

### Classifica
|                     | Pos. | Squadra               | Pt | G  | V  | N   | P  | GF | GS | DR  |
| ------------------- | ---- | --------------------- | -- | -- | -- | --- | -- | -- | -- | --- |
| Croazia (bandiera)  | 1.   | Zara                  | 42 | 34 | 20 | 2−3 | 9  | 63 | 23 | +40 |
| Croazia (bandiera)  | 2.   | Jugokeramika Zaprešić | 42 | 34 | 19 | 4−0 | 11 | 48 | 35 | +13 |
|                     | 3.   | Rudar Ljubija         | 32 | 34 | 15 | 2−3 | 14 | 48 | 44 | +4  |
| Croazia (bandiera)  | 4.   | Radnik V. Gorica      | 32 | 34 | 14 | 4−2 | 14 | 42 | 39 | +3  |
|                     | 5.   | Jedinstvo Bihać       | 32 | 34 | 14 | 4−1 | 15 | 27 | 50 | −23 |
| Croazia (bandiera)  | 6.   | Varteks Varaždin      | 31 | 34 | 14 | 3−3 | 14 | 41 | 42 | −1  |
| Slovenia (bandiera) | 7.   | Izola                 | 31 | 34 | 14 | 3−3 | 14 | 41 | 42 | −1  |
| Slovenia (bandiera) | 8.   | Maribor               | 31 | 34 | 14 | 3−2 | 15 | 34 | 37 | −3  |
| Croazia (bandiera)  | 9.   | Trešnjevka            | 30 | 34 | 14 | 2−1 | 17 | 52 | 50 | +2  |
|                     | 10.  | Krajina Cazin         | 30 | 34 | 14 | 2−3 | 15 | 34 | 39 | −5  |
| Croazia (bandiera)  | 11.  | Orijent               | 30 | 34 | 13 | 4−1 | 16 | 31 | 45 | −14 |
| Slovenia (bandiera) | 12.  | Koper                 | 29 | 34 | 13 | 3−8 | 10 | 39 | 23 | +16 |
| Croazia (bandiera)  | 13.  | Segesta               | 29 | 34 | 12 | 5−5 | 12 | 47 | 29 | +18 |
| Croazia (bandiera)  | 14.  | Junak Sinj            | 29 | 34 | 14 | 1−4 | 15 | 50 | 51 | −1  |
|                     | 15.  | OFK Prijedor          | 29 | 34 | 13 | 3−3 | 15 | 29 | 40 | −11 |
| Croazia (bandiera)  | 16.  | Primorac Stobreč      | 27 | 34 | 10 | 7−5 | 12 | 23 | 36 | −13 |
| Croazia (bandiera)  | 17.  | RNK Spalato           | 26 | 34 | 12 | 2−7 | 13 | 47 | 43 | +4  |
| Croazia (bandiera)  | 18.  | Mladost Petrinja      | 24 | 34 | 11 | 2−2 | 19 | 32 | 54 | −22 |

Legenda:

      Promossa in Druga Liga 1991-1992.

      Passa in Prva liga slovena 1991-1992.

      Passa nei campionati croati.
Note:

2 punti per la vittoria al 90º, 1 per la vittoria ai rigori, 0 per la sconfitta ai rigori, 0 per la sconfitta al 90º.
In caso di arrivo di due o più squadre a pari punti per le posizioni di promozione o retrocessione, la graduatoria viene stilata secondo gli scontri diretti tra le squadre interessate.

## Girone Nord

### Profili
| Squadra            | Città               | Stadio                 | Stagione 1989-90 | Stagione 1989-90  |
| Squadra            | Città               | Stadio                 | Pos.             | Divisione         |
| ------------------ | ------------------- | ---------------------- | ---------------- | ----------------- |
| Bečej              | Bečej               | Gradski stadion        | 2º               | Treća liga Nord   |
| Jedinstvo Brčko    | Brčko               | Stadion "Sedmi april"  | 3º               | Treća liga Nord   |
| Belišće            | Belišće             | Gradski stadion        | 4º               | Treća liga Nord   |
| Sloga Doboj        | Doboj               | Stadion Luke           | 5º               | Treća liga Nord   |
| Obilić             | Vračar, Belgrado    | Stadio Miloš Obilić    | 6º               | Treća liga Nord   |
| Kolubara           | Lazarevac           | Stadion FK Kolubara    | 7º               | Treća liga Nord   |
| Drina Zvornik      | Zvornik             | Gradski stadion        | 8º               | Treća liga Nord   |
| AIK Bačka Topola   | Bačka Topola        | Gradski stadion        | 9º               | Treća liga Nord   |
| Vrbas              | Vrbas               | Stadion kraj Šlajza    | 10º              | Treća liga Nord   |
| Kabel Novi Sad     | Novi Sad            | Stadion FK Kabel       | 11º              | Treća liga Nord   |
| Novi Sad           | Novi Sad            | Stadion Detelinara     | 12º              | Treća liga Nord   |
| BSK Slavonski Brod | Slavonski Brod      | Stadion uz Savu        | 13º              | Treća liga Nord   |
| Rudar Kostolac     | Kostolac            | Stadion FK Rudar       | 14º              | Treća liga Nord   |
| Olimpija           | Osijek              | Stadion u Donjem gradu | 15º              | Treća liga Nord   |
| Hajduk Kula        | Kula                | Stadion Hajduk         | 1º               | Vojvođanska liga  |
| Metalac            | Osijek              | Športski centar Bikara | 1º               | Hrvatska liga Est |
| Radnički Lukavac   | Lukavac             | Stadion Jošik          | 1º               | Liga BiH Nord     |
| BSK Batajnica      | Batajnica, Belgrado | Stadion Aerodrom       | 1º               | Srpska liga Nord  |

### Classifica
|                    | Pos. | Squadra            | Pt | G  | V  | N   | P  | GF | GS | DR  |
| ------------------ | ---- | ------------------ | -- | -- | -- | --- | -- | -- | -- | --- |
|                    | 1.   | Bečej              | 54 | 34 | 26 | 2−2 | 4  | 83 | 22 | +61 |
|                    | 2.   | Vrbas              | 39 | 34 | 16 | 7−2 | 9  | 60 | 36 | +24 |
|                    | 3.   | Hajduk Kula        | 38 | 34 | 16 | 6−4 | 8  | 37 | 29 | +8  |
|                    | 4.   | Drina Zvornik      | 33 | 34 | 16 | 1−6 | 11 | 40 | 26 | +14 |
|                    | 5.   | AIK Bačka Topola   | 32 | 34 | 14 | 4−6 | 10 | 42 | 31 | +11 |
| Croazia (bandiera) | 6.   | Metalac Osijek     | 32 | 34 | 15 | 2−5 | 12 | 48 | 42 | +6  |
|                    | 7.   | Novi Sad           | 32 | 34 | 13 | 6−0 | 15 | 46 | 43 | +3  |
|                    | 8.   | Obilić             | 32 | 34 | 13 | 6−1 | 14 | 46 | 48 | −2  |
|                    | 9.   | Jedinstvo Brčko    | 31 | 34 | 14 | 3−4 | 13 | 40 | 41 | −1  |
| Croazia (bandiera) | 10.  | Olimpija Osijek    | 30 | 34 | 14 | 2−3 | 15 | 44 | 39 | +5  |
|                    | 11.  | Kabel Novi Sad     | 29 | 34 | 13 | 3−4 | 14 | 52 | 60 | −8  |
|                    | 12.  | Sloga Doboj        | 29 | 34 | 13 | 3−4 | 14 | 35 | 45 | −10 |
|                    | 13.  | Rudar Kostolac     | 29 | 34 | 13 | 3−2 | 16 | 47 | 59 | −12 |
|                    | 14.  | BSK Batajnica      | 28 | 34 | 13 | 2−2 | 17 | 48 | 51 | −3  |
| Croazia (bandiera) | 15.  | Belišće            | 28 | 34 | 13 | 2−5 | 14 | 55 | 52 | +3  |
|                    | 16.  | Radnički Lukavac   | 28 | 34 | 12 | 4−2 | 16 | 31 | 47 | −16 |
| Croazia (bandiera) | 17.  | BSK Slavonski Brod | 14 | 34 | 6  | 2−5 | 21 | 26 | 59 | −33 |
|                    | 18.  | Kolubara (−2)      | 13 | 34 | 7  | 1−2 | 24 | 25 | 64 | −39 |

Legenda:

      Promossa in Druga Liga 1991-1992.

      Passa nei campionati croati.
Note:

2 punti per la vittoria al 90º, 1 per la vittoria ai rigori, 0 per la sconfitta ai rigori, 0 per la sconfitta al 90º.
In caso di arrivo di due o più squadre a pari punti per le posizioni di promozione o retrocessione, la graduatoria viene stilata secondo gli scontri diretti tra le squadre interessate.

## Girone Sud

### Profili
| Squadra             | Città        | Stadio                   | Stagione 1989-90 | Stagione 1989-90  |
| Squadra             | Città        | Stadio                   | Pos.             | Divisione         |
| ------------------- | ------------ | ------------------------ | ---------------- | ----------------- |
| Čelik               | Zenica       | Stadion Bilino Polje     | 19º              | Druga liga        |
| Rudar Kakanj        | Kakanj       | Stadion Rudara           | 2º               | Treća liga Sud    |
| Famos Hrasnica      | Hrasnica     | Stadion Famos            | 3º               | Treća liga Sud    |
| Mornar              | Antivari     | Stadion Topolica         | 4º               | Treća liga Sud    |
| Krivaja             | Zavidovići   | Gradski stadion          | 5º               | Treća liga Sud    |
| Radnički Goražde    | Goražde      | Stadion Midhat Drljević  | 6º               | Treća liga Sud    |
| Borac Travnik       | Travnik      | Stadion Pirota           | 7º               | Treća liga Sud    |
| Neretvanac Opuzen   | Fort'Opus    | Stadion Podvornica       | 8º               | Treća liga Sud    |
| Bokelj              | Cattaro      | Stadion pod Vrmcem       | 9º               | Treća liga Sud    |
| FK Jedinstvo        | Bijelo Polje | Gradski stadion Nikoljac | 10º              | Treća liga Sud    |
| Neretva Metković    | Metković     | Igralište iza Vage       | 11º              | Treća liga Sud    |
| Bosna Visoko        | Visoko       | Stadion Luke             | 12º              | Treća liga Sud    |
| Borac Čapljina      | Čapljina     | Stadion Bjelave          | 13º              | Treća liga Sud    |
| Ivangrad            | Ivangrad     | Gradski stadion          | 14º              | Treća liga Sud    |
| NK Vitez            | Vitez        | Gradski stadion          | 15º              | Treća liga Sud    |
| Slaven              | Gruda        | ŠC Gnjile                | 2º               | Hrvatska liga Sud |
| Zeničkog SK Metalno | Zenica       | ?                        | 1º               | Liga BiH Sud      |
| Lovćen              | Cettigne     | Stadion Obilića Poljana  | 1º               | Crnogorska liga   |

### Classifica
|                    | Pos. | Squadra                | Pt | G  | V  | N   | P  | GF | GS | DR  |
| ------------------ | ---- | ---------------------- | -- | -- | -- | --- | -- | -- | -- | --- |
|                    | 1.   | Čelik Zenica           | 42 | 34 | 19 | 4−0 | 11 | 54 | 27 | +27 |
|                    | 2.   | Jedinstvo Bijelo Polje | 37 | 34 | 17 | 3−1 | 13 | 55 | 34 | +21 |
| Croazia (bandiera) | 3.   | Neretva Metković       | 36 | 34 | 17 | 2−3 | 12 | 41 | 30 | +11 |
|                    | 4.   | Radnički Goražde       | 36 | 34 | 17 | 2−2 | 13 | 46 | 41 | +5  |
|                    | 5.   | Mornar                 | 34 | 34 | 16 | 2−1 | 15 | 41 | 47 | −6  |
|                    | 6.   | Lovćen                 | 32 | 34 | 16 | 0−2 | 16 | 42 | 50 | −8  |
|                    | 7.   | NK Vitez               | 31 | 34 | 15 | 1−0 | 18 | 37 | 34 | +3  |
| Croazia (bandiera) | 8.   | Slaven Gruda           | 31 | 34 | 15 | 1−1 | 17 | 42 | 53 | −11 |
| Croazia (bandiera) | 9.   | Neretvanac Opuzen      | 30 | 34 | 15 | 0−1 | 18 | 48 | 47 | +1  |
|                    | 10.  | Ivangrad               | 30 | 34 | 14 | 2−3 | 15 | 36 | 35 | +1  |
|                    | 11.  | Bosna Visoko           | 30 | 34 | 14 | 2−4 | 14 | 39 | 41 | −2  |
|                    | 12.  | Famos Hrasnica         | 30 | 34 | 13 | 4−3 | 14 | 35 | 45 | −10 |
|                    | 13.  | Borac Travnik          | 30 | 34 | 14 | 2−2 | 16 | 31 | 47 | −16 |
|                    | 14.  | Rudar Kakanj           | 29 | 34 | 13 | 3−4 | 14 | 43 | 40 | +3  |
|                    | 15.  | Krivaja Zavidovići     | 29 | 34 | 13 | 3−4 | 14 | 49 | 48 | +1  |
|                    | 16.  | Bokelj                 | 29 | 34 | 14 | 1−5 | 16 | 34 | 46 | −12 |
|                    | 17.  | Borac Čapljina         | 27 | 34 | 12 | 3−2 | 17 | 37 | 65 | −28 |
|                    | 18.  | ZSK Metalno Zenica     | 25 | 34 | 11 | 3−4 | 16 | 46 | 44 | +2  |

Legenda:

      Promossa in Druga Liga 1991-1992.

      Passa nei campionati croati.

      Retrocessa nella divisione inferiore.
Note:

2 punti per la vittoria al 90º, 1 per la vittoria ai rigori, 0 per la sconfitta ai rigori, 0 per la sconfitta al 90º.
In caso di arrivo di due o più squadre a pari punti per le posizioni di promozione o retrocessione, la graduatoria viene stilata secondo gli scontri diretti tra le squadre interessate.

## Girone Est

### Profili
| Squadra            | Città            | Stadio                 | Stagione 1989-90 | Stagione 1989-90 |
| Squadra            | Città            | Stadio                 | Pos.             | Divisione        |
| ------------------ | ---------------- | ---------------------- | ---------------- | ---------------- |
| Lirija             | Prizren          | Gradski stadion        | 18º              | Druga liga       |
| Mladost Lučani     | Lučani           | Stadion Mladost        | 20º              | Druga liga       |
| Novi Pazar         | Novi Pazar       | Gradski stadion        | 2º               | Treća liga Est   |
| Radnički 1923      | Kragujevac       | Gradski stadion        | 3º               | Treća liga Est   |
| FAP                | Priboj           | Gradski stadion        | 4º               | Treća liga Est   |
| Teteks             | Tetovo           | Gradski stadion        | 5º               | Treća liga Est   |
| Sileks Kratovo     | Kratovo          | Gradski stadion        | 6º               | Treća liga Est   |
| Pobeda             | Prilep           | Stadion Goce Delčev    | 7º               | Treća liga Est   |
| Borec              | Veles            | Stadion Zoran Paunov   | 8º               | Treća liga Est   |
| FK Trepča          | Titova Mitrovica | Stadion Trepča         | 9º               | Treća liga Est   |
| Dubočica           | Leskovac         | Gradski stadion        | 10º              | Treća liga Est   |
| Bregalnica Štip    | Štip             | Gradski stadion        | 11º              | Treća liga Est   |
| Radnički Pirot     | Pirot            | Stadion Dragan Nikolić | 12º              | Treća liga Est   |
| Sloga Kraljevo     | Kraljevo         | Gradski stadion        | 13º              | Treća liga Est   |
| Crvena zvezda      | Gnjilane         | Gradski stadion        | 14º              | Treća liga Est   |
| Majdanpek          | Majdanpek        | Stadion Nikola Pasko   | 1º               | Srpska liga Sud  |
| Vlaznimi Đakovica  | Đakovica         | Stadion Miejski        | 1º               | Kosovska liga    |
| Balkan Stokokomerc | Skopje           | Stadion Čair           | 1º               | Makedonska liga  |

### Classifica
|  | Pos. | Squadra             | Pt | G  | V  | N   | P  | GF | GS | DR  |
|  | ---- | ------------------- | -- | -- | -- | --- | -- | -- | -- | --- |
|  | 1.   | Balkan Skopje       | 43 | 34 | 19 | 5−3 | 7  | 51 | 25 | +26 |
|  | 2.   | Radnički Kragujevac | 37 | 34 | 18 | 1−7 | 8  | 60 | 32 | +28 |
|  | 3.   | Teteks              | 37 | 34 | 17 | 3−2 | 12 | 49 | 37 | +12 |
|  | 4.   | Sileks Kratovo      | 36 | 34 | 16 | 4−0 | 14 | 58 | 44 | +14 |
|  | 5.   | FK FAP              | 35 | 34 | 14 | 7−2 | 11 | 54 | 38 | +16 |
|  | 6.   | Dubočica Leskovac   | 33 | 34 | 15 | 3−3 | 13 | 48 | 46 | +2  |
|  | 7.   | Radnički Pirot      | 32 | 34 | 15 | 2−2 | 15 | 58 | 51 | +7  |
|  | 8.   | Bregalnica Štip     | 32 | 34 | 15 | 2−3 | 14 | 44 | 48 | −4  |
|  | 9.   | Pobeda              | 32 | 34 | 15 | 2−1 | 16 | 52 | 60 | −8  |
|  | 10.  | CZ Gnjilane         | 32 | 34 | 15 | 2−3 | 14 | 48 | 54 | −6  |
|  | 11.  | Sloga Kraljevo      | 30 | 34 | 14 | 2−4 | 14 | 41 | 27 | +14 |
|  | 12.  | Majdanpek           | 30 | 34 | 13 | 4−2 | 15 | 35 | 38 | −3  |
|  | 13.  | Mladost Lučani      | 30 | 34 | 15 | 0−2 | 17 | 36 | 43 | −7  |
|  | 14.  | Novi Pazar          | 28 | 34 | 13 | 2−4 | 15 | 42 | 49 | +2  |
|  | 15.  | Borec               | 28 | 34 | 13 | 2−3 | 16 | 34 | 37 | −3  |
|  | 16.  | Vlaznimi Đakovica   | 26 | 34 | 11 | 4−6 | 13 | 33 | 43 | −10 |
|  | 17.  | Liria               | 23 | 34 | 9  | 5−2 | 18 | 33 | 58 | −25 |
|  | 18.  | FK Trepča           | 14 | 34 | 7  | 0−3 | 24 | 35 | 78 | −43 |

Legenda:

      Promossa in Druga Liga 1991-1992.

      Retrocessa nella divisione inferiore.
Note:

2 punti per la vittoria al 90º, 1 per la vittoria ai rigori, 0 per la sconfitta ai rigori, 0 per la sconfitta al 90º.
In caso di arrivo di due o più squadre a pari punti per le posizioni di promozione o retrocessione, la graduatoria viene stilata secondo gli scontri diretti tra le squadre interessate.

## In Coppa di Jugoslavia
La squadra di Treća Liga che ha fatto più strada è stato il Koper che ha raggiunto gli ottavi di finale.